# Al-Hasaka
Al-Hasaka (arab. الحسكة, kurd. Hesîçe, syr. ܚܣܟܗ) – miasto w Syrii, na wyżynie Al-Dżazira, w oazie nawadnianej przez rzekę Chabur (dopływ Eufratu). Miejscowość wchodzi w skład regionu Cizîrê, będącego częścią Rożawy.
W 2004 miasto zamieszkane było przez ok. 188 160 tys. osób. Pod względem etnicznym Al-Hasaka jest zróżnicowana, mieszkają w niej Kurdowie, Arabowie, Asyryjczycy i w mniejszym stopniu również Ormianie.

## Edukacja
W mieście znajduje się jeden z trzech kampusów Uniwersytetu Rożawskiego. Dwa pozostałe mieszczą się w Al-Kamiszli oraz Rmelan.

## Galeria

Asyryjska katedra w Al-Hasaka
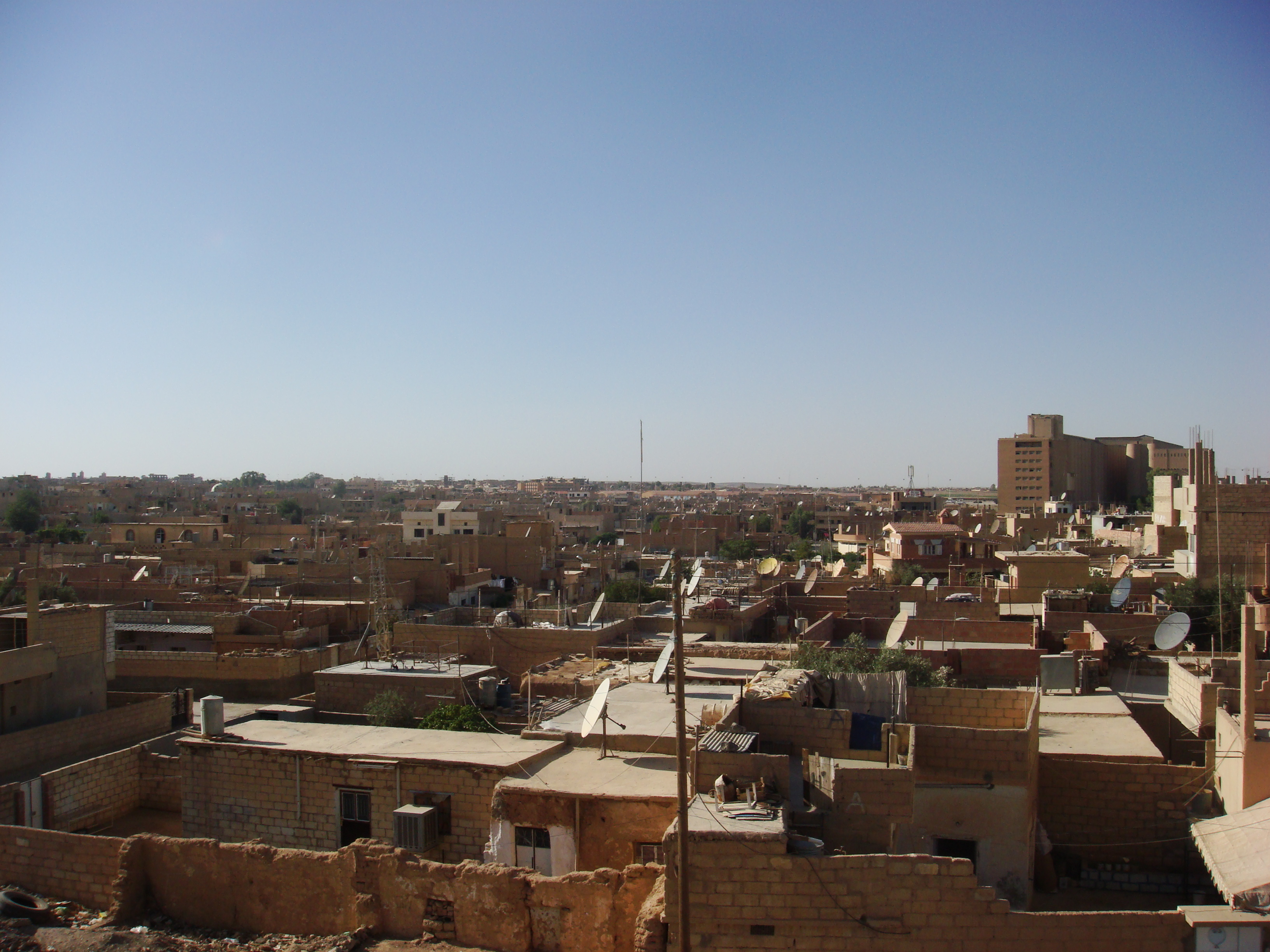
Dzielnica Tal Hadżar
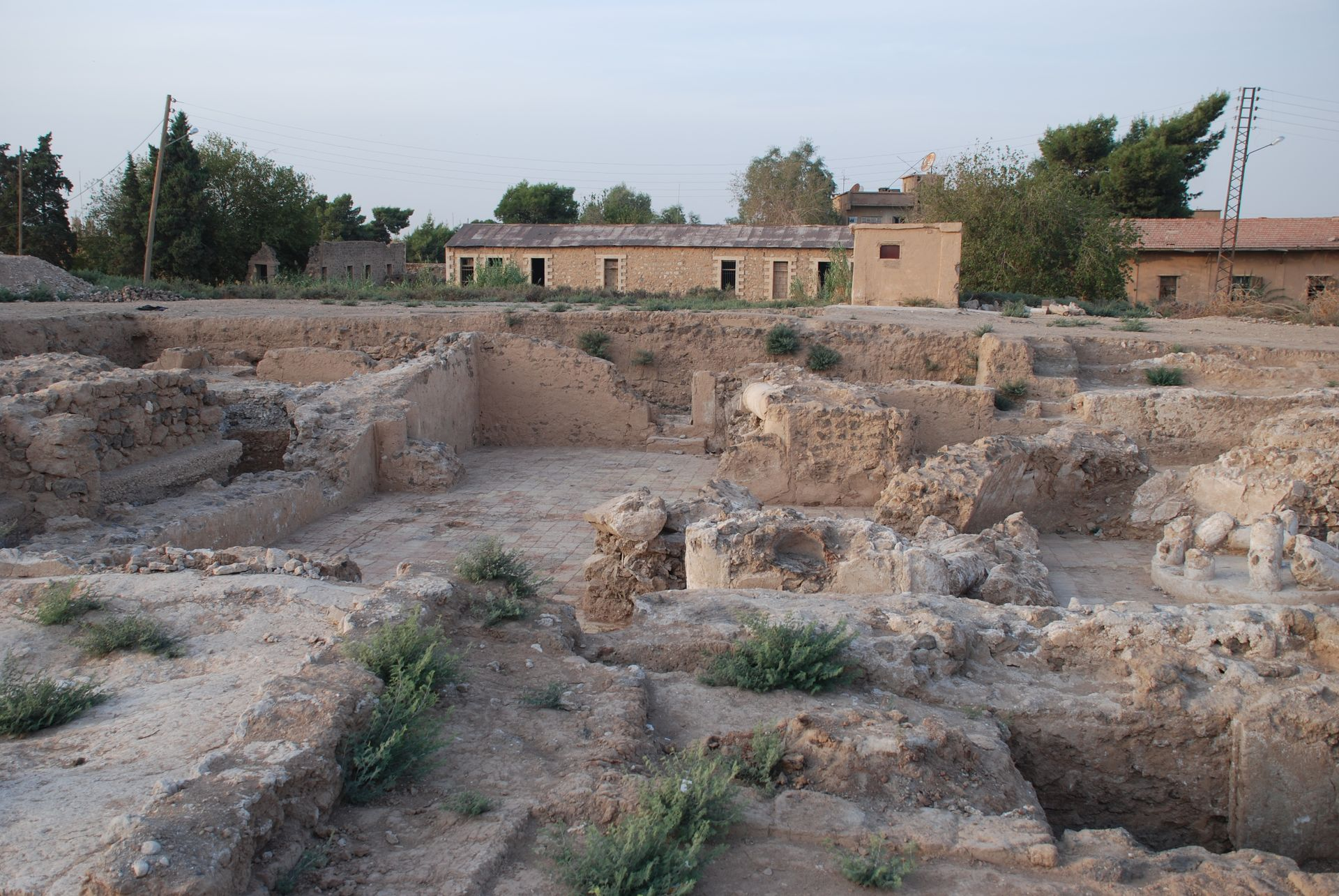
Wykopaliska archeologiczne w centrum miasta